# Wladlen Jurtschenko
Wladlen Jurijowytsch Jurtschenko (ukrainisch Владлен Юрійович Юрченко; engl. Transkription: Vladlen Yuriyovych Yurchenko; * 22. Januar 1994 in Mykolajiw) ist ein ukrainischer Fußballspieler. Der offensive Mittelfeldspieler gehörte den Kadern diverser Nachwuchsteams seines Landesverbandes an.

## Karriere

### Vereine
Jurtschenko begann seine Karriere im Jahr 2000 beim SK Mykolajiw (später MFK Mykolajiw) in seiner Geburtsstadt und blieb dort mindestens sechs Jahre. 2007 wechselte er in die Jugend von Schachtar Donezk und rückte dort 2010 in den Profikader auf. 2011 wurde er ein Jahr an den Ligakonkurrenten Illitschiwez Mariupol verliehen und kam dort auf seine ersten Einsätze in der Premjer-Liha. Zur Saison 2014/15 wurde Jurtschenko von Bayer 04 Leverkusen verpflichtet. Er unterschrieb einen Vertrag bis 2016, der eine Option über eine Verlängerung um zwei Jahre beinhaltete. Am 24. September 2014, dem 5. Spieltag der Spielzeit 2014/15, absolvierte Jurtschenko beim 1:0-Sieg gegen den FC Augsburg sein erstes Pflichtspiel für Leverkusen, als er zur zweiten Halbzeit für Hakan Çalhanoğlu eingewechselt wurde. Sein erstes Tor für die Leverkusener erzielte er am 28. Oktober 2015 beim 6:0-Auswärtssieg in der zweiten Runde des DFB-Pokals beim FC Viktoria Köln. Sein Startelfdebüt bei Bayer 04 Leverkusen gab er am 20. März 2016 beim 2:0-Auswärtssieg gegen den VfB Stuttgart. Sein erstes Bundesligator erzielte er am 1. April 2016 (28. Spieltag) mit dem Treffer zum 3:0-Endstand im Heimspiel gegen den VfL Wolfsburg in der 87. Minute. Aufgrund seiner guten Leistungen in der Rückrunde der Saison 2015/16 zog Leverkusen Mitte April 2016 die Option in Jurtschenkos Vertrag und verlängerte diesen bis Ende Juni 2018.
Nach der Spielzeit 2017/18 wurde Jurtschenkos Vertrag in Leverkusen nicht verlängert und er schloss sich nach fast dreimonatiger Vereinslosigkeit dem dänischen Erstligisten Vejle BK an. Von 2019 bis 2021 spielte er dann wieder in seiner Heimat bei Erstligist Sorja Luhansk. Anschließend folgte ein kurzes Gastspiel beim Ligarivalen Desna Tschernihiw und ab Januar 2022 stand er beim Riga FC in der lettischen Virslīga unter Vertrag.
Im September 2022 wechselte er in seine ukrainische Heimat zu Worskla Poltawa.

### Nationalmannschaft
Von 2009 bis 2016 spielte Jurtschenko 63 Partien für diverse ukrainische Jugendnationalmannschaften und erzielte dabei 23 Treffer. Am 5. September 2017 stand er im Kader der A-Nationalmannschaft in der WM-Qualifikation gegen Island, ein Einsatz folgte bei der 0:2-Niederlage in Reykjavík jedoch nicht.